# 泉阳林业局
泉阳林业局是一个位于中华人民共和国吉林省白山市抚松县的类似乡级单位，亦是中国吉林森林工业集团所属的一个林业局。
泉阳林业局始建于1959年，位于长白山西北麓，距长白山西坡、北坡均50公里。施业区经营面积106638公顷，有林地面积9.5万公顷，森林覆盖率91.6%，活立木总蓄积1377万立方米。林区总人口34500人。

## 行政区划
泉阳林业局下辖以下单位：
东北岔森林资源管护大队、抚安森林资源管护大队、泉水森林资源管护大队、大顶子森林资源管护大队、北岗森林资源管护大队、胜利森林资源管护大队、大东森林资源管护大队、榆树森林资源管护大队、兴参森林资源管护大队、大川森林资源管护大队、明水森林资源管护大队。